# Балпик-бі
Балпи́к-бі (каз. Балпық би) — село, центр Коксуського району Жетисуської області Казахстану. Адміністративний центр Балпицького сільського округу.
У радянські часи селище називалось Кіровський, Тентек або Дугене (до 1931 року).
Населення — 16781 особа (2021; 12654 у 2009, 12145 у 1999, 16692 у 1989).
Село розташоване на річці Коксу (басейн озера Балхаш). Залізнична станція Тентек. Цукровий завод.
До 2013 року село мало статус селища.